# ماساناس
بلدية ماساناس (بالإسبانية: Massanas) هي بلدية تقع في مقاطعة جرندة التابعة لمنطقة كتالونيا شمال شرق إسبانيا.

## الديموغرافيا
بلغ عدد سكان بلدية ماساناس 700 نسمة عام 2011 (وفقاً للمعهد الوطني الإسباني للإحصاء).
| 490 | 506 | 569 | 624 | 693 | 713 | 700 |